# Aschersleben
Aschersleben är en stad i Salzlandkreis i det tyska förbundslandet Sachsen-Anhalt. Staden är belägen omkring 55 kilometer söder om Magdeburg.
I Aschersleben föddes den från andra världskriget kände generalfältmarskalken Gerd von Rundstedt.